# 히트 앤드 런
히트 앤드 런(Hit and run)은 야구에서 주자가 있을 때 사용할 수 있는 야구의 공격  전술로, 주자는 도루하고 투수가 그것을 눈치 채지 못하여 견제구가 아닌 타자를 향해 정면으로 공을 던지면 타자가 그것을 받아치는 작전이다. 즉, 야구 경기를 할 때에 타자와 주자가 사전의 시나리오에 따라 투수의 투수 동작 개시와 더불어 주자는 다음 베이스를 향해 달려나가고 타자는 반드시 공을 쳐내는 경기를 말한다. 성공하면 많은 진루로 대량득점을 할 수 있지만, 실패하면 있던 주자까지 모두 전멸하는 위험부담이 있기 때문에 위험한 모험이라고도 한다.